# Abborrdåvarna
Abborrdåvarna är en sjö i Nordanstigs kommun i Hälsingland och ingår i Gnarpsån-Harmångersåns kustområde.